# 洛克希德事件

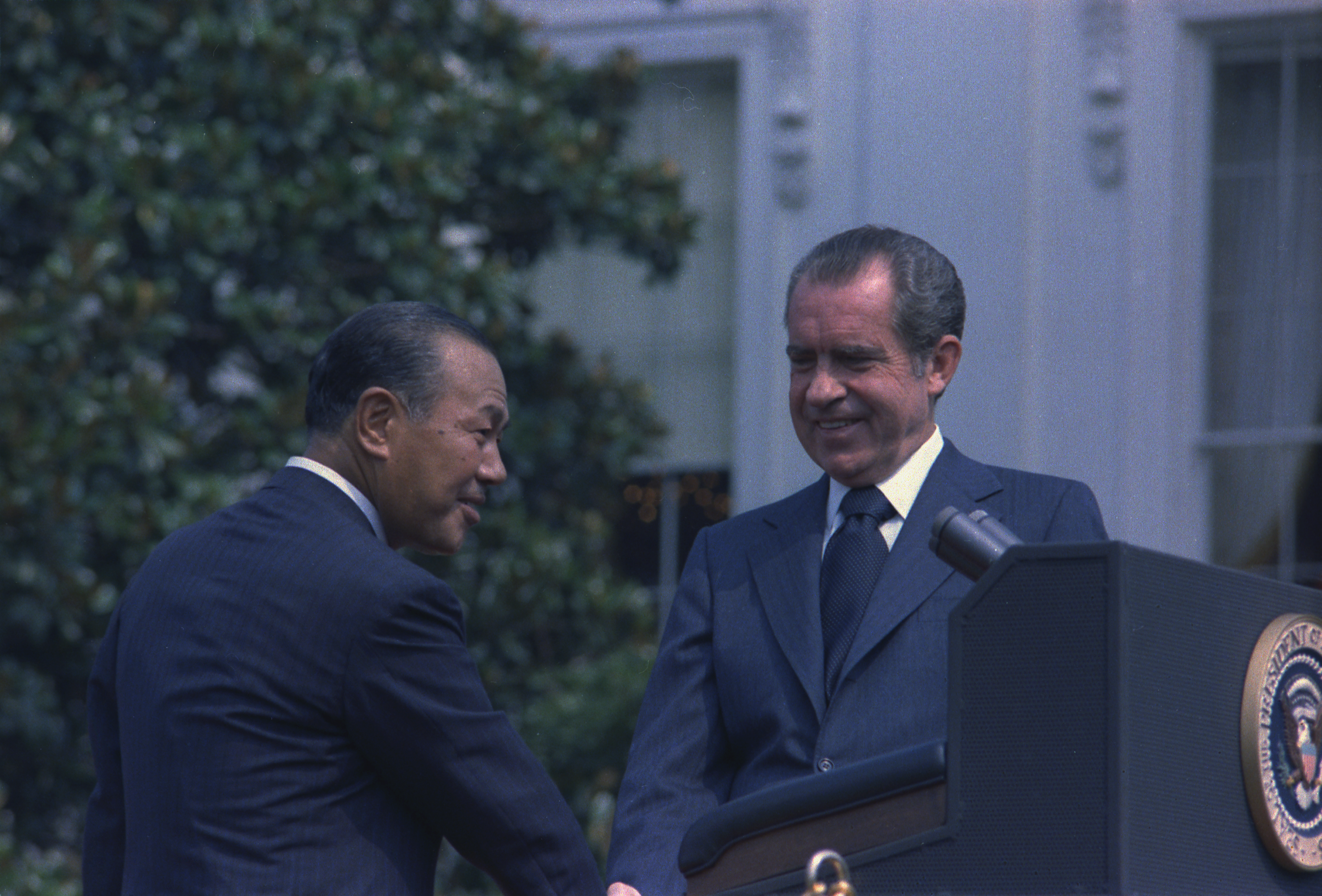
此事可視為水門案的案外案，圖中尼克森和田中角榮都因為此事而分別垮台

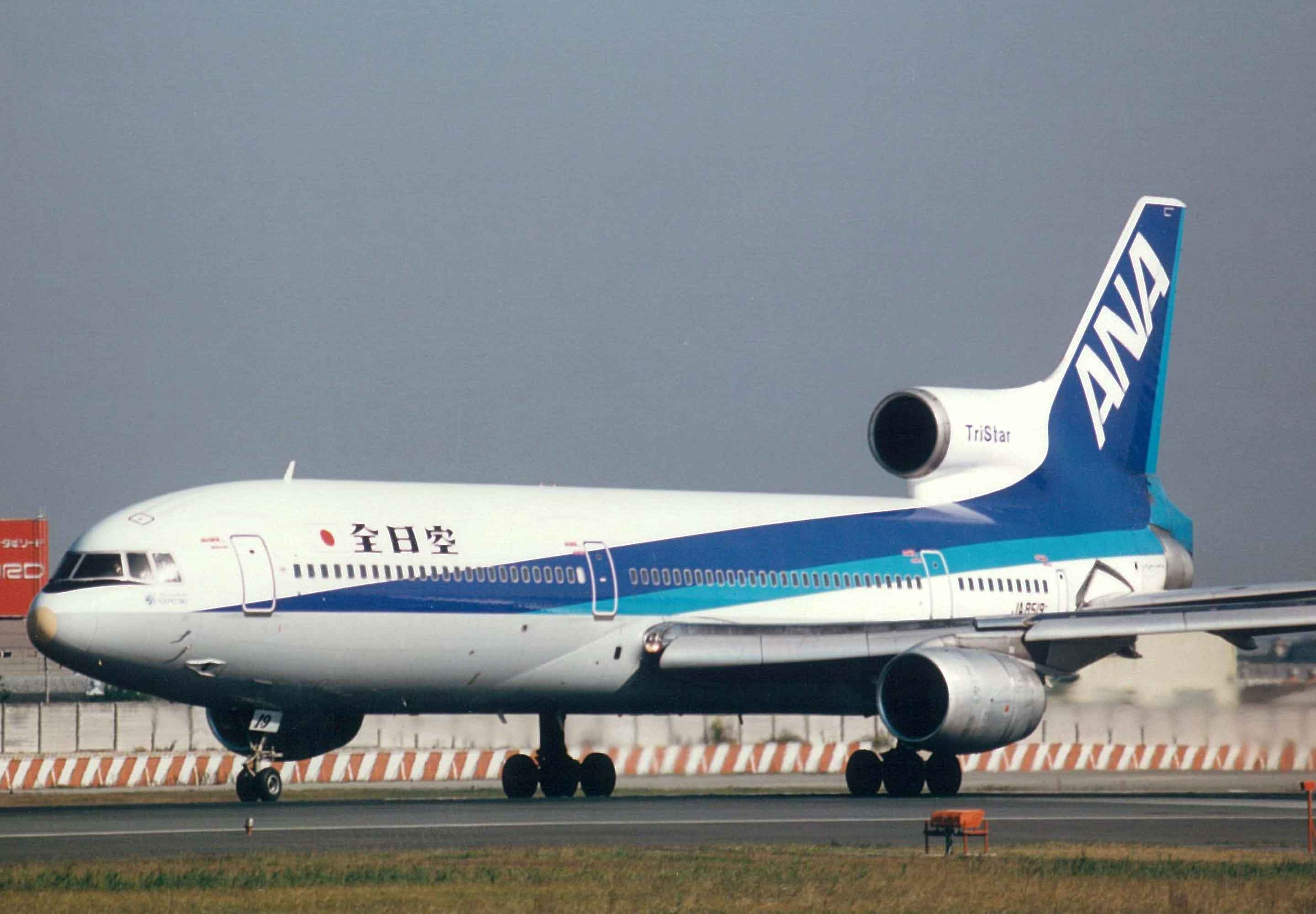
全日空的三星式客机

洛克希德事件為1976年发生于日本的貪汙事件，與昭和电工事件、造船疑狱、里庫路特事件並列日本战后四大丑闻。此事件导致前日本首相田中角荣于1976年被捕，而时任日本首相三木武夫也因此遭到自民党内各派联合反对并最终在1976年底因自民党在第34届日本众议院议员总选举中惨败下台。
但1970年代洛克希德的賄賂並不僅有日本，包括荷蘭、西德、義大利都被調查出有國家政要遭洛克希德買通，進而損害國家利益的情形。

## 背景
1975至1976年間，美國參議院丘奇委員會作出的調查報告，證明洛克希德、諾斯羅普等軍火企業已經構築了一個廣泛的貪污系統。紐約時報在1976年專文記載，在丘奇委員會的調查中洛克希德確定至少在15個國家行賄，並造成至少6個國外政府出現嚴重的政治危機。
在1975年11月美國的調查中，發現至少有20家美國公司與國外政要有非法利益輸送，其金額達到202億美金。而其中的三分之二賄款由洛克希德獨攬，如果將所有國防產業納入，則有80%的貪污資金都是由國防廠商支付。可見得軍事採購一直與利益交換無法脫鉤。

## 日本的洛克希德事件
洛克希德公司在日本的布建可以回朔到1950年代，洛克希德在1958年與兒玉譽士夫搭上線，由他擔任洛克希德在日本的秘密代理人。兒玉譽士夫在第二次世界大戰前擔任日本帝國海軍的白手套，為帝國海軍張羅戰爭軍需物資，他在獲得海軍的資金後在上海成立了「兒玉機關」，這個身分直到日本投降都還存在，而日本戰敗後兒玉雖然曾一度被同盟國收押入監，但最後未被定罪。在戰後混亂時期兒玉將過去於海外營運的資產祕密的轉移回日本國內，並資助了鳩山一郎成立民主黨，加上他在黑社會的經營，該人成為日本政治界與地下社會都稱霸一方的強大存在，由他推動的政策，自然也就少有阻礙。
1971年，洛克希德公司新任總裁卡爾·科丘安上任，他爭取到美國政府提供2.5億美金的貸款，用於支付L-1011客機與部分軍事研發計畫的成本。科丘安聯繫了日本協助者，希望能拿下在日本的民用機與軍用機訂單。
洛克希德的策略採用多線進行，正規途徑是由洛克希德在日本的代理商丸紅公司進行推銷，但是秘密途徑則從兒玉譽士夫與他的商業盟友小佐野賢治去買通所有與民航機與軍用機採購有關的政要。在1971年的日本與航空業有關的大額採購，是在1970年1月全日空籌措的新型民航機採購案，該案因全日空58號班機空難與尼克森衝擊等重大事件而一度暫緩評估，到1972年才恢復新客機採購評估；該採購案的主要競爭者是洛克希德開發的L-1011三星客机與麥道的DC-10客機。麥道客機雖然在當時為國際民航市場暢銷機種，然而1971年爆發的美國航空96號班機事故凸顯出DC-10一系列設計瑕疵以及麥道在設計上對客戶存有蓄意欺瞞行為，重創了麥道客機的聲譽，加上在大阪國際機場進行噪音實測數據顯示L-1011表現較優，使得兩款客機在全日空內各有支持派系。最後到1972年10月28日，全日空決定採購L-1011客機。
不過在1972年，美國爆發水門事件，共和黨政府輪替至民主黨執政，由國會主導下民主黨開始調查美國政府存在的行政問題，在洛克希德的行賄尚未揭發前，田中角榮已經因金權政治問題被迫于1974年12月下台。自民党内部协商决定，由自民党副總裁椎名悦三郎指定小派三木派的首脑三木武夫上台（史称“椎名裁定”）。
1976年2月4日洛克希德副總裁與洛克希德駐東京代表John William Clutter在參議院外交委員會中的多國企業小委員會之聽證會聆訊時揭發洛克希德公司向日本的政界人物兒玉譽士夫提供金錢，藉以疏通丸紅、全日空等航空公司購買L-1011三星客机。按照當時的證詞，洛克希德提供了700萬美金（匯率約等於當時的21億日幣）之賄款，兒玉譽士夫作為洗錢中介，小佐野賢治由他開辦的國際興業貿易公司將資金轉入洛克希德在日本的代理商丸紅，自丸紅公司將賄款轉交給可以左右客機採購的日本政要。小佐野賢治後來的證詞，表示田中角榮從這筆賄款中獲得5億日圓。此外確定收賄的政要還包括全日空社長若狹得治與一部分員工
就柯丘安的證詞，14架L-1011客機合約總價5億美金，而行賄價格佔合約成本的3%，約1,200萬美金（1972年幣值）。實際支付的行賄款項為24億日圓，其中5億日圓交給了日本首相、全日空的相關主管獲得1.6億日圓、兒玉譽士夫則獲得了17億日圓。對洛克希德來說，這個價格可以保住加州的客機產線工作，也可以增加美日貿易，是「可以被接受」的開銷。
藉由行賄，洛克希德成功讓全日空購入21架L-1011客機，每架飛機合約價500萬美金，總交易額10.05億美金。
不僅客機有行賄，在1960年代日本航空自衛隊新型攔截機採購時，洛克希德也行賄自衛隊官員讓日方放棄購買格魯門F-11戰鬥機，改購F-104戰鬥機。美國向日本查證時被揭發。
洛克希德的洗錢渠道則到1986年雷根總統組織犯罪委員會才揭露，洛克希德利用具有美國中央情報局背景的尼可拉斯·迪克開辦的外匯兌匯商迪克公司(Deak & Company)將資金匯至迪克公司在香港的分公司，再由一位西班牙裔牧師作為洛克希德代理人將資金帶入日本。經由這條洗錢管道洛克希德從1969至1975年間運輸了830萬美金進入香港。
當時的三木派並非黨內大派系，田中角榮下台後，仍靜待上台時機。三木武夫為了建立新政權的威信，開始向此案開刀。田中角榮、前運輸大臣橋本登美三郎、前運輸省政務次官佐藤孝行被拘捕，據悉被捕的「灰色高官」達17人。
三木武夫邀請美國總統傑拉德·福特協助調查此事，椎名悦三郎指出三木作秀過頭了，使有望繼承三木位置的福田赳夫、大平正芳開始發起倒三木活動，結果組成以三木派、中曾根派（當時中曾根康弘為黨幹事長）以外的各大派系組成「舉黨協」，一致提名福田赳夫為後繼首相。結果三木武夫因為自民黨於年底的國會大選大慘敗而辭職。
田中角榮因為收賄嫌疑在1976年7月27日遭到逮捕，在8月2日以2億日圓保釋。後續審判直到1983年10月12日宣判，東京地方裁判所以違反外匯管制法令而非受賄判處田中角榮4年有期徒刑，並課處5億日圓罰金。因此判決，造成1983年日本眾議院解散改選。但其仍旧在幕后指挥日本政治走向，對自民黨黨內有強大的影響力，在四十日抗爭等事件依然在幕後操盤，田中被稱為「今太閤」（現代的豐臣秀吉），直到1987年竹下登另立门户成立经世会导致田中派分裂为止。